# Lekkoatletyka na Letnich Igrzyskach Olimpijskich 1912
Lekkoatletyka na V. Letnich Igrzyskach Olimpijskich – zawody lekkoatletyczne rozegrane w ramach V Letnich Igrzysk Olimpijskich w Sztokholmie w 1912 roku. Rywalizację w dniach 6 - 15 lipca 1912 roku rozegrano w trzydziestu dyscyplinach, w których startowali wyłącznie mężczyźni. Ogółem w zawodach wzięło 534 zawodników z 27 reprezentacji narodowych. Indywidualną klasyfikację medalową wygrał Fin Hannes Kolehmainen, który zdobył cztery medale – trzy złote i jeden srebrny. Klazyfikację drużynową zwyciężyły Stany Zjednoczone z 42 medalami.

## Tabela medalowa
| Miejsce | Państwo              | Złoto | Srebro | Brąz | Razem |
| ------- | -------------------- | ----- | ------ | ---- | ----- |
| 1.      | Stany Zjednoczone    | 16    | 14     | 12   | 42    |
| 2.      | Wlk. Ks. Finlandii   | 6     | 4      | 3    | 13    |
| 3.      | Szwecja              | 4     | 5      | 6    | 15    |
| 4.      | Wielka Brytania      | 2     | 1      | 5    | 8     |
| 5.      | Kanada               | 1     | 2      | 2    | 5     |
| 6.      | Południowa Afryka    | 1     | 1      | 0    | 2     |
| 7.      | Grecja               | 1     | 0      | 1    | 2     |
| 8.      | Norwegia             | 1     | 0      | 0    | 1     |
| 9.      | Cesarstwo Niemieckie | 0     | 2      | 0    | 2     |
| 9.      | Francja              | 0     | 2      | 0    | 2     |
| 11.     | Włochy               | 0     | 0      | 1    | 1     |
| 11.     | Węgry                | 0     | 0      | 1    | 1     |

## Medaliści
| Konkurencja:                           | Złoto:                                                                          | Wynik                             | Srebro:                                                                  | Wynik            | Brąz:                                                                             | Wynik            |
| Bieg na 100 m (szczegóły)              | Ralph Craig                                                                     | 10,8                              | Alvah Meyer                                                              | 10,9             | Donald Lippincott                                                                 | 10,9             |
| Bieg na 200 m (szczegóły)              | Ralph Craig                                                                     | 21,7                              | Donald Lippincott                                                        | 21,8             | William Applegarth                                                                | 22,0             |
| Bieg na 400 m (szczegóły)              | Charles Reidpath                                                                | 48,2                              | Hanns Braun                                                              | 48,3             | Edward Lindberg                                                                   | 48,4             |
| Bieg na 800 m (szczegóły)              | Ted Meredith                                                                    | 1:51,9                            | Mel Sheppard                                                             | 1:52,0           | Ira Davenport                                                                     | 1:52,0           |
| Bieg na 1500 m (szczegóły)             | Arnold Jackson                                                                  | 3:56,8                            | Abel Kiviat                                                              | 3:56,9           | Norman Taber                                                                      | 3:56,9           |
| Bieg na 5000 m (szczegóły)             | Hannes Kolehmainen                                                              | 14:36,6                           | Jean Bouin                                                               | 14:36,7          | George Hutson                                                                     | 15:07,6          |
| Bieg na 10 000 m (szczegóły)           | Hannes Kolehmainen                                                              | 30:21,8                           | Lewis Tewanima                                                           | 32:06,6          | Albin Stenroos                                                                    | 32:21,8          |
| Maraton (szczegóły)                    | Kenneth McArthur                                                                | 2-36:54,8                         | Christopher Gitsham                                                      | 2-37:52,0        | Gaston Strobino                                                                   | 2-38:42,4        |
| Bieg na 110 m przez płotki (szczegóły) | Frederick Kelly                                                                 | 15,1                              | James Wendell                                                            | 15,2             | Martin Hawkins                                                                    | 15,3             |
| Sztafeta 4 × 100 m (szczegóły)         | Wielka Brytania David Jacobs Henry Macintosh Victor d’Arcy William Applegarth   | 42,4                              | Szwecja Ivan Möller Charles Luther Ture Person Knut Lindberg             | 42,6             | Nie przyznano                                                                     |                  |
| Sztafeta 4 × 400 m (szczegóły)         | Stany Zjednoczone Mel Sheppard Edward Lindberg Ted Meredith Charles Reidpath    | 3:16,6                            | Francja Charles Poulenard Pierre Failliot Charles Lelong Robert Schurrer | 3:20,7           | Wielka Brytania George Nicol Ernest Henley James Soutter Cyril Seedhouse          | 3:23,2           |
| 3000 m drużynowo (szczegóły)           | Stany Zjednoczone Tell Berna Norman Taber George Bonhag Abel Kiviat Louis Scott | 9 punktów                         | Szwecja Thorild Olsson Ernst Wide Bror Fock Nils Frykberg John Zander    | 13 punktów       | Wielka Brytania Joe Cottrill George Hutson Cyril Porter Edward Owen William Moore | 23 punkty        |
| Bieg przełajowy (szczegóły)            | Hannes Kolehmainen                                                              | 45:11,6                           | Hjalmar Andersson                                                        | 45:44,8          | John Eke                                                                          | 46:37,6          |
| Bieg przełajowy drużynowo (szczegóły)  | Szwecja Hjalmar Andersson John Eke Josef Ternström                              | 10 punktów                        | Finlandia Hannes Kolehmainen Jalmari Eskola Albin Stenroos               | 11 punktów       | Wielka Brytania Frederick Hibbins Ernest Glover Thomas Humphreys                  | 49 punktów       |
| Chód na 10 km (szczegóły)              | George Goulding                                                                 | 46:28,4                           | Ernest Webb                                                              | 46:54,4          | Fernando Altimani                                                                 | 47:37,6          |
| Skok wzwyż (szczegóły)                 | Alma Richards                                                                   | 1,93 m                            | Hans Liesche                                                             | 1,91 m           | George Horine                                                                     | 1,89 m           |
| Skok wzwyż z miejsca (szczegóły)       | Platt Adams                                                                     | 1,63 m                            | Benjamin Adams                                                           | 1,60 m           | Konstandinos Tsiklitiras                                                          | 1,55 m           |
| Skok o tyczce (szczegóły)              | Harry Babcock                                                                   | 3,95 m                            | Frank Nelson Marc Wright                                                 | 3,85 m           | Bertil Uggla William Halpenny Frank Murphy                                        | 3,80 m           |
| Skok w dal (szczegóły)                 | Albert Gutterson                                                                | 7,60 m                            | Calvin Bricker                                                           | 7,21 m           | Georg Åberg                                                                       | 7,18 m           |
| Skok w dal z miejsca (szczegóły)       | Konstandinos Tsiklitiras                                                        | 3,37 m                            | Platt Adams                                                              | 3,36 m           | Benjamin Adams                                                                    | 3,28 m           |
| Trójskok (szczegóły)                   | Gustaf Lindblom                                                                 | 14,76 m                           | Georg Åberg                                                              | 14,51 m          | Erik Almlöf                                                                       | 14,17 m          |
| Pchnięcie kulą (szczegóły)             | Patrick McDonald                                                                | 15,34 m                           | Ralph Rose                                                               | 15,25 m          | Lawrence Whitney                                                                  | 13,93 m          |
| Pchnięcie kulą oburącz (szczegóły)     | Ralph Rose                                                                      | 27,70 m                           | Patrick McDonald                                                         | 27,53 m          | Elmer Niklander                                                                   | 27,14 m          |
| Rzut dyskiem (szczegóły)               | Armas Taipale                                                                   | 45,21 m                           | Richard Byrd                                                             | 42,32 m          | James Duncan                                                                      | 42,28 m          |
| Rzut dyskiem oburącz (szczegóły)       | Armas Taipale                                                                   | 82,86 m                           | Elmer Niklander                                                          | 77,96 m          | Emil Magnusson                                                                    | 77,37 m          |
| Rzut młotem (szczegóły)                | Matt McGrath                                                                    | 54,74 m                           | Duncan Gillis                                                            | 48,39 m          | Clarence Childs                                                                   | 48,17 m          |
| Rzut oszczepem (szczegóły)             | Eric Lemming                                                                    | 60,64 m                           | Juho Saaristo                                                            | 55,37 m          | Mór Kóczán                                                                        | 55,50 m          |
| Rzut oszczepem oburącz (szczegóły)     | Juho Saaristo                                                                   | 109,42 m                          | Väinö Siikaniemi                                                         | 101,13 m         | Urho Peltonen                                                                     | 100,24 m         |
| Pięciobój (szczegóły)                  | Jim Thorpe Ferdinand Bie                                                        | 7 punktów 21 punktów              | James Donahue                                                            | 29 punktów       | Francis Lukeman                                                                   | 29 punktów       |
| Dziesięciobój (szczegóły)              | Jim Thorpe Hugo Wieslander                                                      | 8412,955 punktów 7724,495 punktów | Charles Lomberg                                                          | 7413,510 punktów | Gösta Holmér                                                                      | 7347,855 punktów |